# Whisky Galore!
Whisky Galore! is een Britse zwart-witte filmkomedie uit 1949 van de Ealing Studios, met een karakteristiek Ealing thema, dat van de underdog. Het scenario is gebaseerd op de gelijknamige roman van de Britse auteur Compton Mackenzie, die op zijn beurt geïnspireerd was op een ware gebeurtenis.
De regie werd gevoerd door Alexander Mackendrick, zijn regiedebuut (eerder was hij al scenarioschrijver).

## Verhaal
De film speelt tijdens de Tweede Wereldoorlog op het fictieve Schotse Hebrideneiland Todday. De inwoners merken weinig van de rantsoenering, totdat de voorraad whisky op het eiland opraakt. Als een vrachtschip met 50.000 kisten whisky voor de kust van het eiland strandt, gaan de bewoners aan de slag om de lading stiekem aan wal te smokkelen. De Britse overheid, onder leiding van Home Guard kapitein Wagget, probeert dit te verhinderen.

## Rolverdeling
| Acteur                  | Personage             |
| ----------------------- | --------------------- |
| Basil Redford           | Kapitein Paul Waggett |
| Catherine Lacey         | Mevrouw Waggett       |
| Bruce Seton             | Sergeant Odd          |
| Joan Greenwood          | Peggy Macroon         |
| Wylie Watson            | Joseph Macroon        |
| Gabrielle Blunt         | Catriona Macroon      |
| Gordon Jackson          | George Campbell       |
| Jean Cadell             | Mevrouw Campbell      |
| James Robertson Justice | Dr. Maclaren          |
| Morland Graham          | Biffer                |
| John Gregson            | Sammy Mac Codrun      |
| James Woodburn          | Roderick Mac Rurie    |
| James Anderson          | Oude Hector           |
| Jameson Clark           | Agent Macrae          |
| Duncan Macrae           | Angus Mc Cormac       |

## Overig
De filmopnamen werden voornamelijk op een Schots eiland gemaakt. Door slecht weer ontstond veel vertraging: de film ging fors over het budget heen. Financieel was de film echter een groot succes.
Whisky Galore! werd genomineerd voor de BAFTA Award voor beste Britse film (1950). De film staat op nummer 24 in een lijst van de 100 beste Britse films van de 20e eeuw, samengesteld in 1999 door het British Film Institute. De film wordt geregeld opnieuw uitgezonden door de BBC. De film wordt ook wel gezien als inspiratie en voorloper voor het latere Dad's Army, dat ook over de Home Guard gaat.
De opmerking aan het einde van de film dat de whisky snel op was en dat iedereen nog lang en ongelukkig leefde is toegevoegd ten behoeve van de Amerikaanse markt, waar alles wat leek op het verheerlijken van alcoholgebruik taboe was. Ook een titel die het woord "whisky" bevatte kon niet, en in Amerika werd de titel Tight little island.
In 2016 is er een remake gemaakt, met dezelfde titel.
Er zijn ook enkele boeken verschenen die het ware verhaal (dat nog vreemder is dan de film) van de schipbreuk (van de SS Politician, bijgenaamd Polly) en de nasleep vertellen.